# ラスト・ハーレム
『ラスト・ハーレム』 (Harem Suare) は、1999年のイタリア・フランス・トルコの歴史映画。
監督はフェルザン・オズペテク、出演はマリー・ジランとアレックス・デスカスなど。
20世紀初頭のオスマントルコ帝国で寵妃となった女性が帝国の滅亡によって波乱の半生を送る姿を官能的に描いている。

## ストーリー
20世紀初頭、イタリア人の少女サフィエは、オスマン帝国のスルタンのハーレムに売り飛ばされるが、なんとかスルタンの目に止まり、寵姫となって権力を握ろうと決意する。また、ハーレムに仕える黒人奴隷で宦官のナディールは、スルタンの寵姫と結び付き、宮廷の権力を掌握しようと狙っていた。
サフィエの美貌と賢さに注目したナディールはサフィエと連携し、彼女をスルタンの寵姫に押し上げ、権力の掌握を画策する。サフィエの方も、念願通りに寵姫に登りつめる。しかし、ナディールとサフィエは帝国内の権力闘争の中に身を投じていくことにもなっていく。
やがて、単なる利用相手としか互いに相手を見ていなかったはずのナディールとサフィエにも、いつしか禁断の愛が芽生えていく。また、帝国にも崩壊の足音が近づいていた。

## キャスト
※カッコ内は日本語吹替。
- サフィエ: マリー・ジラン（日野由利加） - ハーレムに入ったばかりのイタリア人女性。
- ナディール: アレックス・デスカス（後藤哲夫） - アフリカ系の野心家の宦官。
- 老女サフィエ: ルチア・ボゼ（イタリア語版）（有田麻里） - 思い出話を語る老女。
- アニタ: ヴァレリア・ゴリノ（八十川真由野） - 老女の話を聞く女性。
- ミトハト: マリック・ボーウェンズ（フランス語版） - ベテランの宦官。
- スンブル: クリストフ・アキヨン - 若い宦官。
- ギュルフィダン: セルラ・ユルマズ（トルコ語版） - ハーレムの女官。
- アブデュルハミト2世: ハルック・ビルギネル（トルコ語版） - 皇帝。